# Porter Garnett
Porter Garnett, född 12 mars 1871, död 20 mars 1951, var en amerikansk författare och boktryckare.
Porter Garnett gjorde stora insatser inom den amerikanska bokkonsten genom sin verksamhet vid Laboratory Press i Pittsburgh från 1923.